# Clubiona citricolor
Clubiona citricolor är en spindelart som beskrevs av Lawrence 1952. Clubiona citricolor ingår i släktet Clubiona och familjen säckspindlar. Inga underarter finns listade i Catalogue of Life.